# ستيرلينغ ك. براون
ستيرلينج كلبي براون (بالإنجليزية: Sterling K. Brown) (ولد في 5 أبريل 1976) هو ممثل  أميركي عُرف بلعبه لشخصية كريستوفر داردن في الناس ضد أو جي سيمبسون: قصة جريمة أمريكية التي فاز عنها بجائزة الإيمي لأفضل ممثل مساعد في سلسلة محدودة أو فيلم. يعرف براون أيضا بشخصية رولان بيرتون على لايف تايم في مسلسل الدراما  زوجات الجيش. حاليًا يقوم ببطولة مسلسل هؤلاء نحن الحائز على نقد إيجابي مميز والمعروض على  ان بي سي .

## الطفولة والتعليم
ولد براون في عام 1976 في سانت لويس بولاية ميزوري،  براون هو واحد من خمسة أطفال، لديه اثنين من الأخوات والأخوان. توفي والده عندما كان عمره 10 سنوات. كان معروفا باسمه الأوسط كلبي في طفولته، حتى بلغ ال 16 وبدأ يستخدم اسمه الأول ستيرلينغ تكريمًا لوالده الراحل.  نشأ براون في اوليفت، ميزوري، وحضر سانت لويس المدرسة القطرية اليوم.  حضر ستيرلينغ جامعة ستانفورد التي تخرج منها في عام 1998 مع شهادة في التمثيل. وقال في البداية كنت أرغب في العمل في مجال الأعمال التجارية ولكن وقعت في حب التمثيل لما كنت طالب جامعي. ثم حضر براون جامعة نيويورك كلية تيش للفنون حيث حصل على ماجستير الفن.

## الأعمال الفنية

### الأفلام
| العام | العنوان              | الدور            | المخرج                  | ملاحظات                 |
| ----- | -------------------- | ---------------- | ----------------------- | ----------------------- |
| 2002  | السكر البني          | العامل المشترك   | ريك فاموياوا            |                         |
| 2005  | ثقة الرجل            | راند             | بارت فروندليتش          |                         |
| 2005  | البقاء               | فريدريك / ديفون  | مارك فورستر             |                         |
| 2008  | قتل الصالحين         | روجرز            | جون أفنيت               |                         |
| 2011  | شقيقنا الغبي         | عمر كولمان       | جيسي بيريز              |                         |
| 2013  | المشتبه به           | المشتبه به الآخر | ستيوارت كونيلي          |                         |
| 2015  | موهافي               | المحقق فليتشر    | وليام موناهان           | دور غير مذكور           |
| 2016  | ويسكي تانغو فوكستروت | الرقيب هيرد      | جلين فيكارا جون ريكوا   |                         |
| 2016  | رائد فضاء            | رودني سكوت       | بريت رابكين             |                         |
| 2017  | مارشال               | جوزيف الإملائي   | ريجنالد هدلين           |                         |
| 2018  | المفترس              | شاين بلاك        | في مرحلة ما بعد الإنتاج |                         |
| 2018  | النمر الأسود         | نجوبو            | ريان كوغلير             | في مرحلة ما بعد الإنتاج |
| TBA   | فندق ارتميس          | درو بيرس         | تصوير                   |                         |

### التلفزيون
| السنة         | العنوان            | الدور                 | الحلقات                                    |
| ------------- | ------------------ | --------------------- | ------------------------------------------ |
| 2002–04       | Third Watch        | Officer Edward Dade   | 9 episodes                                 |
| 2003          | Hack               | Rasheed Morgan        | Episode: "Hidden Agenda"                   |
| 2003          | Tarzan             | Detective Carey       | 2 episodes                                 |
| 2004          | ER                 | Bob Harris            | Episode: "Get Carter"                      |
| 2004          | NYPD Blue          | Kelvin George         | Episode: "Chatty Chatty Bang Bang"         |
| 2004          | JAG                | Sgt. Harry Smith      | Episode: "Coming Home"                     |
| 2005          | Boston Legal       | Zeke Borns            | Episode: "Death Be Not Proud"              |
| 2005          | Starved            | Adam Williams         | 7 episodes                                 |
| 2006–07       | Supernatural       | Gordon Walker         | 4 episodes                                 |
| 2006          | Alias              | Agent Rance           | Episode: "There's Only One Sidney Bristow" |
| 2006          | Smith              | Mr. Corey             | Episode: "Three"                           |
| 2006          | Without a Trace    | Thomas Biggs          | Episode: "Watch Over Me"                   |
| 2007–13       | Army Wives         | Roland Burton         | 107 episodes                               |
| 2007          | Shark              | Quenton North         | Episode: "Teacher's Pet"                   |
| 2007          | Standoff           | Russell Marsh         | Episode: "Lie to Me"                       |
| 2008          | Eli Stone          | David Mosley          | Episode: "Patience"                        |
| 2010          | Medium             | Todd Gillis           | Episode: "The People in Your Neighborhood" |
| 2011          | Detroit 1-8-7      | Cameron Jones         | Episode: "Ice Man/Malibu"                  |
| 2011          | The Good Wife      | Andrew Boylan         | Episode: "Feeding the Rat"                 |
| 2011          | Harry's Law        | Mr. Thomas            | Episode: "American Girl"                   |
| 2012          | Nikita             | Nick Anson            | Episode: "True Believer"                   |
| 2012–13       | Person of Interest | Detective Cal Beecher | 6 episodes                                 |
| 2013          | NCIS               | Elijah Banner         | Episode: "Devil's Triad"                   |
| 2014          | The Mentalist      | Agent Higgins         | Episode: "White Lies"                      |
| 2014          | Masters of Sex     | Marcus                | Episode: "Story of My Life"                |
| 2015          | Castle             | Ed Redley             | Episode: "The Wrong Stuff"                 |
| 2015          | Criminal Minds     | Fitz                  | Episode: "Beyond Borders"                  |
| 2016          | قصة جريمة أمريكية  | كريستوفر داردن        | 10 حلقات                                   |
| 2016–حتى الان | هؤلاء نحن          | راندل بيرسون          | 18 حلقة                                    |

## الجوائز والترشيحات
| العام | الجمعية                                  | الفئة                                                 | العمل المرشح                              | النتيجة     |
| ----- | ---------------------------------------- | ----------------------------------------------------- | ----------------------------------------- | ----------- |
| 2016  | جوائز اختيار النقاد للتلفاز              | أفضل ممثل مساعد في فيلم/سلسلة محدودة                  | الناس ضد أو جي سيمبسون: قصة جريمة أمريكية | فوز         |
| 2016  | جوائز الإيمي الثامنة والستون             | أفضل ممثل مساعد في سلسلة قصيرة أو فيلم                | الناس ضد أو جي سيمبسون: قصة جريمة أمريكية | فوز         |
| 2017  | جائزة الغولدن غلوب الرابعة والسبعين      | أفضل ممثل مساعد في مسلسل مسلسل قصير أو فيلم تلفزيوني  | الناس ضد أو جي سيمبسون: قصة جريمة أمريكية | رُشِّح         |
| 2017  | جوائز نقابة ممثلي الشاشة الثالث والعشرون | أداء متميز من قبل ممثل في مسلسل قصير أو فيلم تلفزيوني | الناس ضد أو جي سيمبسون: قصة جريمة أمريكية | رُشِّح         |
| 2017  | جوائز نقابة ممثلي الشاشة الثالث والعشرون | أداء متميز من قبل ممثل في مسلسل درامي                 | هؤلاء نحن                                 | رُشِّح         |
| 2017  | جائزة الإيمي التاسعة والستون             | أفضل ممثل رئيسي في مسلسل درامي                        | هؤلاء نحن                                 | فوز         |
| 2018  | جائزة الغولدن غلوب الخامسة والسبعين      | أفضل ممثل في مسلسل درامي                              | هؤلاء نحن                                 | فوز         |
| 2018  | جوائز نقابة ممثلي الشاشة الرابع والعشرون | أداء مبهر لطاقم في مسلسل درامي                        | هؤلاء نحن                                 | في الانتظار |
| 2018  | جوائز نقابة ممثلي الشاشة الرابع والعشرون | أداء مبهر لممثل في مسلسل درامي                        | هؤلاء نحن                                 | في الانتظار |

## روابط خارجية
- ستيرلينغ ك. براون على موقع IMDb (الإنجليزية)
- ستيرلينغ ك. براون على موقع روتن توميتوز (الإنجليزية)
- ستيرلينغ ك. براون على موقع ألو سيني (الفرنسية)
- ستيرلينغ ك. براون على موقع ميوزك برينز (الإنجليزية)
- ستيرلينغ ك. براون على موقع أول موفي (الإنجليزية)
- ستيرلينغ ك. براون على موقع قاعدة بيانات الفيلم (الإنجليزية)
- ستيرلينغ ك. براون على موقع كينوبويسك (الروسية)